# اووه کمپس
اووه کمپس (آلمانی: Uwe Kamps؛ زادهٔ ۱۲ ژوئن ۱۹۶۴) بازیکن فوتبال اهل آلمان بود.
از باشگاه‌هایی که در آن بازی کرده‌است می‌توان به باشگاه فوتبال بروسیا مونشن‌گلادباخ اشاره کرد.
وی در مسابقات کشوری و بین‌المللی در مجموع برندهٔ ۱ مدال برنز شده‌است.